# Lorenzo Fioramonti
Lorenzo Fioramonti (Roma, Italia; 1977) es un político, profesor italiano. Desde el día 5 de septiembre de 2019 hasta el 30 de diciembre fue el ministro de Educación, Universidad e Investigación de la República Italiana, dentro del Segundo Gobierno Conte.

## Biografía
Fioramonti nació el 29 de abril de 1977 en el municipio italiano de Roma. Profesor de la Universidad de Pretoria, es diputado desde las elecciones del pasado 4 de marzo de 2019.